# Communauté de communes du Pays de Salviac
 (novembre 2016).
Si vous disposez d'ouvrages ou d'articles de référence ou si vous connaissez des sites web de qualité traitant du thème abordé ici, merci de compléter l'article en donnant les références utiles à sa vérifiabilité et en les liant à la section « Notes et références ».
La communauté de communes du Pays de Saiviac est une ancienne communauté de communes française, située dans le département du Lot et la région Midi-Pyrénées.

## Histoire
La fusion avec la communauté voisine de Sud-Bouriane (Cazals) réalisée au 31 décembre 2012 a donné naissance à la Communauté de communes Cazals-Salviac.

## Composition
Elle regroupait 6 communes :
- Dégagnac
- Lavercantière
- Léobard
- Rampoux
- Salviac
- Thédirac